# Systropha punjabensis
Systropha punjabensis är en biart som beskrevs av Batra och Michener 1966. Systropha punjabensis ingår i släktet Systropha och familjen vägbin. Inga underarter finns listade i Catalogue of Life.